# Mandinka

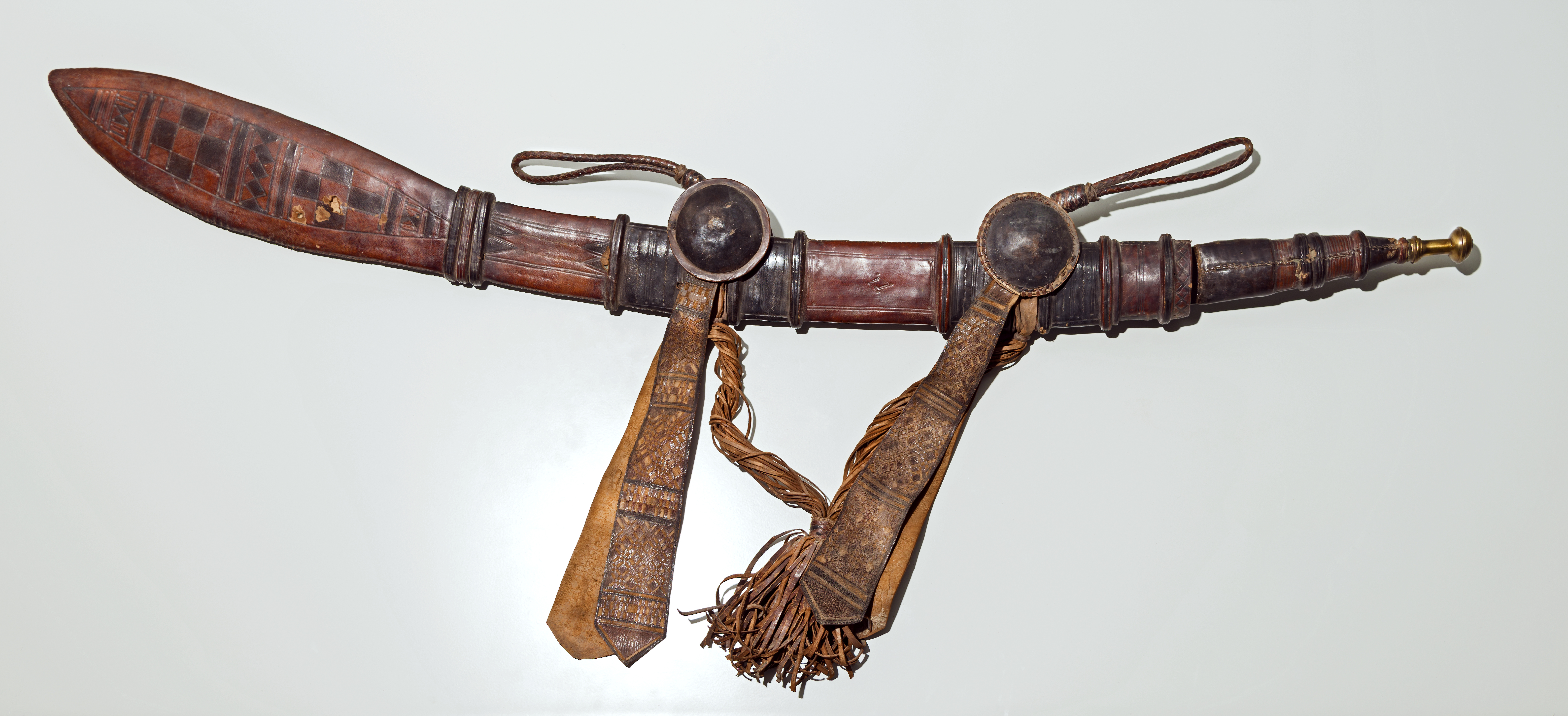
Szabla Mandinka

Mandinka a. Mandingo – grupa etniczna w Afryce Zachodniej, zamieszkująca pierwotnie obszar w dorzeczu Nigru, pomiędzy południowym Mali, wschodnią Gwineą i północnym Wybrzeżem Kości Słoniowej. Między XIII a XVI w. lud ten rozprzestrzenił się na zachód i południe, zamieszkując głównie Senegal, Gambię (gdzie stanowią najliczniejszą grupę, 37,2%), Gwineę Bissau, Benin i Ghanę. Liczebność Mandinka szacuje się na ok. 11 mln ludzi, przez co tworzą najliczniejszą grupę etnosu Mande, a zarazem jedną z największych grup etnicznych Afryki. Przedstawiciele tej grupy porozumiewają się językiem mandinka, który pełni w Afryce Zachodniej funkcję lingua franca. Przeważająca większość wyznaje islam (99%). Są głównie samodzielnymi rolnikami, prowadząc gospodarstwa samowystarczalne. Zamieszkują przeważnie w rolniczych osadach wiejskich.